# Vismianthus sterculiifolius
Vismianthus sterculiifolius är en tvåhjärtbladig växtart som först beskrevs av David Prain, och fick sitt nu gällande namn av F.J. Breteler & J. Brouwer. Vismianthus sterculiifolius ingår i släktet Vismianthus och familjen Connaraceae. Inga underarter finns listade i Catalogue of Life.